# Brachyona
Brachyona é um gênero de traça pertencente à família Arctiidae.